# Diocesi di Butrinto

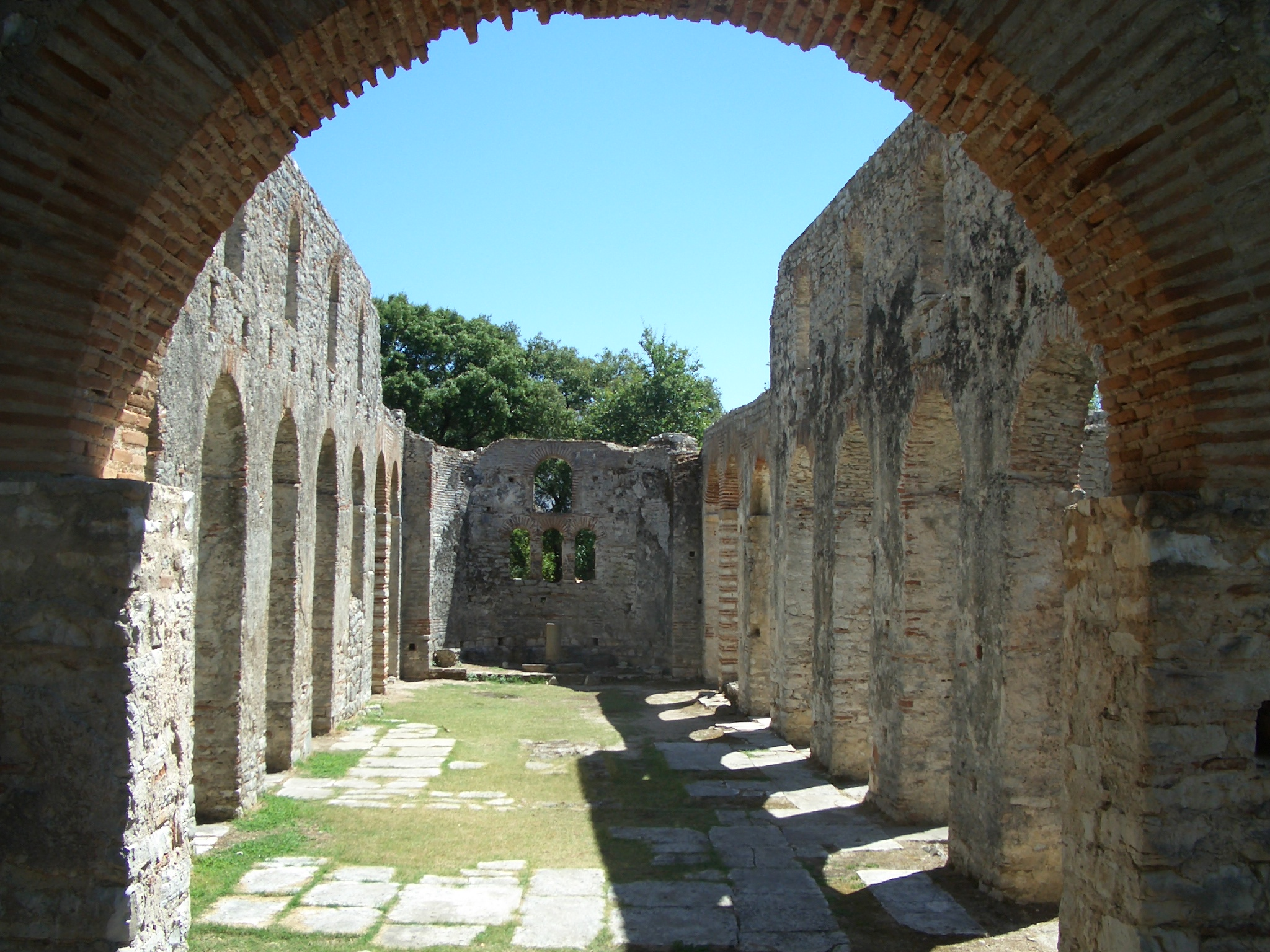
Resti della basilica cristiana di Butrinto del VI secolo.

La diocesi di Butrinto (in latino Dioecesis Buthrotia) è una sede soppressa e sede titolare della Chiesa cattolica.

## Storia
Butrinto, nel sud dell'Albania, è un'antica sede vescovile della provincia romana dell'Epirus Vetus nella diocesi civile di Macedonia. Come tutte le sedi episcopali della prefettura dell'Illirico, fino a metà circa dell'VIII secolo la diocesi di Butrinto era parte del patriarcato di Roma; in seguito fu sottoposta al patriarcato di Costantinopoli.
Inizialmente suffraganea dell'arcidiocesi di Nicopoli, tra il IX ed il X secolo la sede Buthroti è menzionata tra le otto diocesi suffraganee di Naupacto.
Sono due i vescovi attribuiti da  Le Quien a Butrinto: Stefano, che sottoscrisse la lettera dei vescovi dell'Epirus Vetus all'imperatore Leone (458) in seguito all'uccisione del patriarca alessandrino Proterio; e Matteo, che sottoscrisse nel 516 la lettera sinodale dei vescovi della provincia a papa Ormisda circa l'ordinazione del metropolita Giovanni di Nicopoli.
La città fu occupata dagli Angioini e dai Veneziani, dal XIII al XV secolo, che contestualmente vi istituirono una diocesi di rito latino. L'antica basilica, del VI secolo, fu ricostruita da Carlo I d'Angiò nel 1267.
Dal 1933 Butrinto è annoverata tra le sedi vescovili titolari della Chiesa cattolica; dal 23 gennaio 2018 il vescovo titolare è Zdeněk Wasserbauer, vescovo ausiliare di Praga.

## Cronotassi

### Vescovi greci
- Stefano † (menzionato nel 458)
- Matteo † (menzionato nel 516)

### Vescovi latini
- Nicola † (? - 15 febbraio 1311 nominato vescovo di Avellino)
- Niccolò, O.P. † (23 maggio 1311 - 1316[3] deceduto)
- Nicola di Offida, O.F.M. † (? - 15 giugno 1349 nominato vescovo di Belcastro)
- Francesco † (? deceduto)
- Pietro † (? - 13 febbraio 1355 nominato vescovo di Ottana)
- Giacomo, O.P. † (12 ottobre 1356 - ? deceduto)
- Lazzarino, O.F.M. † (9 febbraio 1366 - ?)

### Vescovi titolari
- Louis-Bertrand Tirilly, SS.CC. † (16 novembre 1953 - 21 giugno 1966 nominato vescovo di Taiohae)
- George Anthony Frendo, O.P. (7 luglio 2006 - 17 novembre 2016 nominato arcivescovo di Tirana-Durazzo)
  - Giovanni Salonia, O.F.M.Cap. (10 febbraio 2017 - 27 aprile 2017 dimesso) (vescovo eletto)[4]
- Zdeněk Wasserbauer, dal 23 gennaio 2018